# 安娜斯塔西亞·加夫里爾琴科
安娜斯塔西亞·德米特里芙娜·加夫里爾琴科（烏克蘭語：Анастасія Дмитрівна Гаврильченко，1989年7月4日—），烏克蘭女子跆拳道運動員。1989年7月4日出生於第聶伯羅彼得羅夫斯克州新莫斯科斯克。
她從10歲開始練習跆拳道，曾五度獲得烏克蘭跆拳道冠軍。